# George V. Hansen
George Vernon Hansen, né le 14 septembre 1930 et mort le 14 août 2014, est une personnalité politique américaine de confession mormone.

## Biographie
Il fut élu à la Chambre des représentants des États-Unis pour l'État de l'Idaho. Il est un opposant à l'Internal Revenue Service contre lequel il a publié plusieurs essais. Il a été condamné pour fraude fiscale.
Il a dénoncé les conditions carcérales aux États-Unis, particulièrement la thérapie diesel.

## Publications
- (en) To harass our people : The IRS and government abuse of power, Positive Publications, 1981.
- (en) How the IRS seizes your dollars and how to fight back, Simon and Schuster, 1981 (ISBN 0-671-42795-4).